# ジョー・スパーノ
ジョー・スパーノ（Joe Spano, 1946年7月7日 - ）は、アメリカ合衆国出身の俳優である。

## 人物
サンフランシスコ出身。父は医師。

エミー賞を受賞したテレビドラマ「ヒルストリート・ブルース」で、巡査部長のヘンリー・ゴールドブルームを長きに渡って演じ、これが出世作となった。

プライベートでは、1980年にセラピストの女性と結婚。娘が2人いる。

## 出演作品

### テレビ
- NCIS 〜ネイビー犯罪捜査班（トバイアス・フォーネル）
- THE MENTALIST　メンタリストの捜査ファイル（シーズン４第15話「バラ戦争」非営利団体・夢の家 デリン所長役）
- ザ・プロテクター/狙われる証人たち
- SHARK カリスマ敏腕検察官
- 交渉人 〜Standoff
- クローザー
- 女検死医ジョーダン
- NYPD BLUE 〜ニューヨーク市警15分署
- フロム・ジ・アース 人類、月に立つ
- マーダー・ワン
- ヒルストリート・ブルース（ヘンリー・ゴールドブルーム）

### 映画
- アメリカン・グラフィティ（ヴィック）
- フラクチャー
- ハリウッドランド
- 沈黙のテロリスト
- ロサンゼルス大地震/完全版
- 青い目撃者
- 地獄の捜査線
- 生きていく理由
- 背徳の涯て/女教師の罪と代償
- アポロ13（NASAディレクター）
- ザ・フラッド
- フィーバー/非情の標的
- ロサンゼルス大地震
- 哀しみのジュリアン/愛と背信の日々
- ザ・ブラザーフッド
- ターミナル・チョイス/32ビットの殺意
- ローディー
- ノーザン・ライツ
- 真実の行方